# Lucy Boryer
Lucy Boryer es una actriz estadounidense. Es conocida por su papel de Janine Stewart en la serie de comedia dramática Doogie Howser, M. D. Recurrente en la primera temporada; fue ascendida como miembro principal del elenco en la segunda temporada hasta el final de la tercera temporada. Repitió su papel en dos episodios adicionales en la cuarta y última temporada.
Otros créditos televisivos de Boryer son Star Trek: The Next Generation, Major Dad y el ABC Afterschool Special "The Day the Kid Went Punk". También apareció en las películas Zapped Again! (1990), Sleepwalkers (1992) y las películas para televisión Bolsa de cadáveres (1993) y In the Line of Duty: The Price of Vengeance (1994).

## Filmografía
| Año       | Título                                      | Papel          | Notas                                                                                  |
| --------- | ------------------------------------------- | -------------- | -------------------------------------------------------------------------------------- |
| 1987      | ABC Afterschool Special                     | Chica          | Episodio: "The Day the Kid Went Punk"                                                  |
| 1989–1993 | Doogie Howser, M.D.                         | Janine Stewart | Recurrente (temporada 1), personaje regular (temporada 2–3), 2 episodios (temporada 4) |
| 1990      | Zapped Again!                               | Amiga #1       | Película directa a vídeo                                                               |
| 1992      | Sleepwalkers                                | Jeanette       | Película                                                                               |
| 1992      | Star Trek: The Next Generation              | Ensign Janeway | Episodio: "Man of the People"                                                          |
| 1992      | Major Dad                                   | Melissa        | Episodio: "One for the Road"                                                           |
| 1993      | Body Bags                                   | Peggy          | Película de televisión                                                                 |
| 1994      | In the Line of Duty: The Price of Vengeance | Desconocido    | Película de televisión                                                                 |
| 2001      | Murder Among Friends                        | Rhonda         | Película de televisión                                                                 |
| 2012      | Let's Big Happy                             | Party Mom      | Episodio: "Andrew W.K."                                                                |
| 2013      | Unusual Suspects                            | Investigadora  | Cortometraje                                                                           |
| 2015      | Beat The Heat                               | Umpire Lucy    | Cortometraje                                                                           |
| 2016      | Our Lips Are Sealed                         | Fan rabiosa    | Cortometraje                                                                           |
| 2016      | Anti Social                                 | Sra. Parker    | Cortometraje                                                                           |
| 2016      | (Mis)Adventures in Hollywood                | Suzanne        | Episodio: "Reese Witherspoon"                                                          |
| 2017      | Dreadspace                                  | Mamá de Tim    | Cortometraje                                                                           |
| 2017      | Tosh.O                                      | MOM            | Episodio: "Golf Fight"                                                                 |
| 2018      | God's Gracie                                | Kathy          | Cortometraje                                                                           |
| 2018      | Tater                                       | Mom            | Cortometraje                                                                           |
| 2018      | An Ordinary Day                             | Sally Smithson | Cortometraje                                                                           |
| 2019      | Liza on Demand                              | Mujer          | Episodio: "The Art of Settling"                                                        |
| 2020      | My Nightmare Landlord                       | Lucia          | Película de televisión                                                                 |
| 2020      | Hard Luck Love Song                         | Mujer bizca    | Película                                                                               |
| 2024      | Murder and Cocktails                        | Rose           | Película                                                                               |